# Marc Serré
Marc Serré (né le 28 janvier 1967) est un homme politique libéral canadien, ancien élu municipal et député de la circonscription de Nickel Belt à la Chambre des communes du Canada depuis les élections fédérales de 2015. 

## Biographie

### Famille et vie professionnelle
Il est le fils de Gaétan Serré, député libéral  de Nickel Belt de 1968 à 1972 et le neveu de Benoît Serré, lui aussi ancien député libéral. Deux autres de ses oncles ont été élus municipaux. 
Il est citoyen de la Première Nation de Mattawa/North Bay/Algonquin et franco-Ontarien, appartenant de fait à deux minorités canadiennes.
Il étudie à l'Université Laurentienne, où il obtient un baccalauréat HBCOM avec spécialisation en ressources humaines et en marketing. Il exerce ensuite comme directeur des services aux entreprises pour les opérations d'EastLink en Ontario.

### Carrière politique
Il est d'abord membre du conseil municipal de Nipissing Ouest et du Conseil scolaire catholique du Nouvel-Ontario. En 2010 il annonce sa candidature à la mairie de Grand Sudbury, mais il la retire avant le scrutin.
En février 2015 il est investi candidat dans Nickel Belt pour le Parti libéral du Canada, il remporte le siège avec 42,80 % des suffrages et plus de 2000 voix d'avance sur le député sortante Claude Gravelle (Nouveau Parti démocratique).
Il est membre du Comité permanent de la condition féminine et du Comité permanent des ressources naturelles. Par ailleurs, d'abord vice-président du caucus national des libéraux ruraux, il en devient président en mai 2018. Il est également membre du Caucus libéral du nord de l’Ontario, du Caucus Libéral Autochtone et du Caucus transpartisan sur la SLA.

### Résultats électoraux
|       | Candidat            | Parti              | # de voix | % des voix |
|       | Aino Laamanen       | Conservateur       | +08 221,  | 16,74 %    |
|       | Marc Serré          | Libéral            | +21 021,  | 42,8 %     |
|       | (x) Claude Gravelle | NPD                | +18 556,  | 37,78 %    |
|       | Stuart McCall       | Vert               | +01 217,  | 2,48 %     |
|       | Dave Starbuck       | Marxiste-léniniste | +00098,   | 0,2 %      |
| Total | Total               | Total              | 49 113    | 100 %      |